# 776 Berbericia
776 Berbericia este un asteroid din centura principală, descoperit pe 24 ianuarie 1914, de Adam Massinger.